# カタル性口内炎
カタル性口内炎（-せいこうないえん）は口内炎の一つ。口腔粘膜に発生するカタル性炎症。単純性口内炎とも。

## 原因
歯垢や不適合補綴物などの刺激や、疲労、風邪などの全身状態の悪化により発生。

## 症状
粘膜の発赤・疼痛・水腫など。慢性期になると口臭なども。

## 治療
原因の除去、口腔内清掃など。